# Ruby Rose
Ruby Rose, all'anagrafe Ruby Rose Langenheim (Melbourne, 20 marzo 1986), è una conduttrice televisiva, attrice e modella australiana.

## Biografia
Conosciuta dal pubblico australiano semplicemente come Ruby Rose, ha intrapreso la strada verso il successo nel 2002 partecipando ad un concorso per modelle, il Girlfriend Model Search, e arrivando in seconda posizione, preceduta dalla top model Catherine McNeil. Ha in seguito partecipato a Melbourne ad una competizione per la ricerca di un MTV VJ, alla quale hanno preso parte oltre duemila concorrenti per conquistare il posto lasciato libero da Lyndsey Rodrigues, trasferitasi negli Stati Uniti per co-condurre Total Request Live da New York. Grazie a questo concorso, che ha visto la giovane Ruby bere cento bicchierini di birra in cento minuti e baciare estranei in strada, Langenheim approda alla famosa rete musicale che le darà una grande spinta verso la popolarità nella sua Australia. Per l'emittente musicale partecipa a MTV's The Lair e MTV News, dove si occupa principalmente delle interviste ai personaggi musicali del momento.
Nel 2009 affronta un viaggio in Kenya per insegnare la lingua inglese ai bambini del posto, durante il quale sarà costretta al ricovero in ospedale per disidratazione. Nello stesso anno vince un ASTRA Award, assegnato ai personaggi della pay tv australiana, scelta dal pubblico come miglior personaggio femminile dell'anno. A giugno 2009 giunge la notizia di un nuovo accordo tra Langenheim e l'emittente via cavo Foxtel per la conduzione di un nuovo show sul canale tv FOX8. Partecipa nel ruolo di giudice all'episodio Media Virgins della quinta stagione di Australia's Next Top Model e verrà in seguito chiamata per prendere parte alla serata finale nelle vesti di inviata dietro le quinte. Compare nella campagna pubblicitaria di Bonds.
Dal 20 luglio 2009 partecipa a The 7PM Project su Network Ten; si tratta del primo lavoro di Ruby Rose sulla tv in chiaro e in prime time. Partecipa come dj ad una raccolta di remix, Neon Essential, della Neon Records e affronta un tour australiano per la promozione dello stesso. A settembre, in occasione degli MTV Video Music Awards, Ruby Rose vola nella Grande Mela per registrare lo speciale Ruby Rocks New York, trasmesso da MTV prima della cerimonia che si tiene annualmente nella metropoli americana.

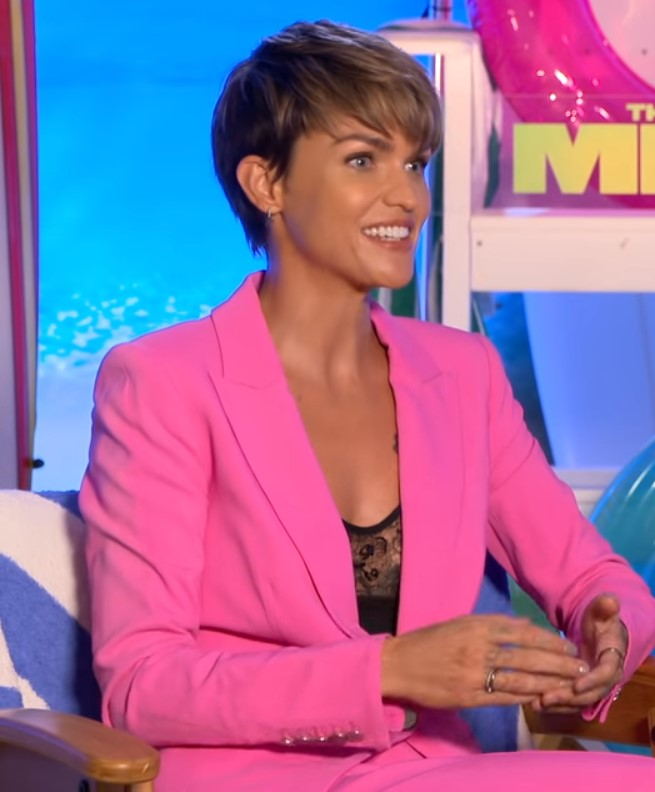
Ruby Rose nel 2018

Nel 2010 partecipa nel ruolo di commentatrice ai programmi dell'emittente televisiva Foxtel dedicati alle Olimpiadi invernali di Vancouver. Insieme a lei è presente Michael Bublé. Nello stesso anno comincia a collaborare con il marchio di moda australiano Milk and Honey per il design di una nuova linea di abbigliamento. Il 14 luglio 2014 esce il singolo Break Free con relativo videoclip su YouTube. Grazie al singolo "Break Free", nel 2014-2015 entra a far parte della serie televisiva Orange Is the New Black, interpretando il ruolo di Stella. La Rose da questa esperienza ha attirato a sé l'attenzione di molti più fan.. Nel 2015 prende parte agli MTV EMA di Milano come co-presentatrice con Ed Sheeran. Nel 2016 scrive e dirige il video On Your Side delle The Veronicas. Nel 2019 interpreta Kate Kane / Batwoman nella serie televisiva dell'omonimo personaggio della DC Comics, per poi lasciare la serie dopo una sola stagione.

### Vita privata
Nasce il 20 marzo del 1986 in Australia. Figlia di una ragazza madre, Katia Langenheim, che sarà costretta a crescerla da sola. Ruby Rose viaggia molto durante l'infanzia trasferendosi prima in Tasmania e Surfers Paradise, poi a Melbourne dove vive stabilmente fino al suo arrivo ad MTV, che ha sede a Sydney. Durante gli anni adolescenziali è vittima di bullismo. Subisce abusi verbali e fisici dai suoi compagni di scuola che la porteranno al ricovero in ospedale all'età di 16 anni.
Fa coming out a soli 12 anni e racconta che la madre ha accettato subito il suo orientamento sessuale. In un'intervista dichiara:
Ruby Rose ha avuto una relazione con la fashion designer Phoebe Dahl dal 2014 a dicembre 2015. Da novembre 2016, girando il video On Your Side, ha iniziato una relazione con la cantante Jessica Origliasso del duo australiano The Veronicas. Ruby e Jess erano state assieme anche nel 2008. La coppia si è però in seguito separata.

## Programmi televisivi
- MTV's The Lair (MTV Australia, 2008-2009)
- MTV News (MTV Australia, 2008-2009)
- Ruby Rocks New York (MTV, 2009)
- The 7PM Project (Network Ten, 2009)
- Up Close & Personal (MTV Australia, 2009)
- Australia's Next Top Model (FOX8, 2009)
- MTV Australia Music Awards (MTV, 2009)
- 2010 Winter Games (Foxtel, 2010)
- The Ultimate School Musical (FOX8, 2010)

## Filmografia

### Cinema
- Amata immortale (Immortal Beloved), regia di Bernard Rose (1994)
- Around the Block, regia di Sarah Spillane (2013)
- Resident Evil: The Final Chapter, regia di Paul W. S. Anderson (2016)
- xXx - Il ritorno di Xander Cage (xXx: Return of Xander Cage), regia di D.J. Caruso (2017)
- John Wick - Capitolo 2 (John Wick: Chapter 2), regia di Chad Stahelski (2017)
- Pitch Perfect 3, regia di Trish Sie (2017)
- Shark - Il primo squalo (The Meg), regia di Jon Turteltaub (2018)
- The Doorman, regia di Ryuhei Kitamura (2020)
- SAS: Red Notice, regia di Magnus Martens (2021)
- Vanquish, regia di George Gallo (2021)
- The Collective, regia di Tom DeNucci (2023)

### Televisione
- Orange Is the New Black – serie TV, 9 episodi (2015-2016)
- Dark Matter – serie TV, episodio 1x07 (2015)
- Supergirl – serie TV, episodio 4x09 (2018); Crisis on Infinite Earth's pt.1 episodio 5x09 (2019)
- The Flash - serie TV, 1 episodio 5x09 (2018); Crisis on Infinite Earth's pt.3 episodio 6x09 (2019)
- Arrow – serie TV, episodio 7x09 (2018); Crisis on Infinite Earth's pt.4 episodio 8x08 (2019)
- Legends of Tomorrow - serie TV, 1 episodio (2019); Crisis on Infinite Earth's pt. 5 episodio 5x01 (2019)
- Batwoman – serie TV, 20 episodi (2019-2020); Crisis on Infinite Earth's pt. 2 (2019)

## Agenzie
- Mark Byrne Agency[11]
- Chic Management

## Discografia
- 2009 - Neon Essential Vol.2

## Riconoscimenti
- 2009 – ASTRA Awards
  - Favourite Female Personality[12]
- 2008 – Same Same
  - 25 Most Influential Gay and Lesbian Australians[13]
- 2017 – LGBT+ Awards
  - Celebrity of the year

## Doppiatrici italiane
Nelle versioni in italiano delle opere in cui ha recitato, Ruby Rose è stata doppiata da:
- Benedetta Degli Innocenti in xXx - Il ritorno di Xander Cage, Arrow, The Flash, Supergirl, Legends of Tomorrow, Batwoman, SAS - L'ascesa del Cigno Nero- The Doorman
- Gemma Donati in Shark - Il primo squalo, The Collective
- Domitilla D'Amico in Orange Is the New Black
- Joy Saltarelli in Resident Evil: The Final Chapter
- Anna Viola in The Yacht